# Mariscal Antonio José de Sucre
Pour les articles homonymes, voir Sucre (homonymie).
Mariscal Antonio José de Sucre est l'une des huit paroisses civiles de la municipalité de Tucupita dans l'État de Delta Amacuro au Venezuela. Sa capitale est Paloma.

## Géographie

### Démographie
Hormis sa capitale Paloma, la paroisse civile possède plusieurs localités dont :
- La Frontera
- Paloma